# Walter Gieseking
Walter Gieseking (Lione, 5 novembre 1895 – Londra, 26 ottobre 1956) è stato un pianista e compositore francese naturalizzato tedesco.

## Biografia
Nato a Lione da genitori tedeschi, Walter Gieseking cominciò a suonare molto presto il pianoforte e il violino quasi da autodidatta. Scrisse una sua autobiografia intitolata So wurde Ich Pianist (pubblicata postuma nel 1963) nella quale afferma che conosceva e suonava la maggior parte delle opere di Bach, quasi tutto Beethoven, tutto Schumann e tutto Chopin, qualche cosa di Schubert e di Mendelssohn ma niente di Brahms, pochissimo di Liszt e niente dei moderni. Nello stesso anno si stabilì in Germania e si iscrisse al Conservatorio di Hannover dove tenne i primi recital nel 1912 e nel 1913 suonando molti brani di Chopin, tra cui gli studi op.10, la polacca op.53 e il concerto per pianoforte e orchestra op.11, e molto Schumann, tra cui il Carnaval, gli Studi Sinfonici, la Toccata op.7 e la Fantasia op.17. Non poté aver sbocco come pianista, data la maturità sviluppatissima, che nel 1916 fu chiamato alle armi riducendosi musicista nella banda militare. Carl Leimer nel suo Metodo rapido di perfezionamento pianistico spiega come si basava il sistema di studio a memoria basato sulla riflessione sistematica e logica ed aggiunge che Gieseking studia e impara le composizioni senza suonarle al pianoforte, ma soltanto leggendole e per conseguenza adottando la riflessione come base. Ma quello che stupiva più di tutte era la sua tecnica e certi usi che sviluppava nel pedale ma soprattutto l'agilità nei passi da piano a pianissimo (Reflets dans l'eau di Debussy). Quindi si può confermare che la sua capacità ebbe modo di svilupparsi nel soggiorno francese a Lione da pianisti locali del posto.
La sua formazione musicale e artistica crebbe in Germania da dove, nel 1923, iniziò la carriera internazionale, divenendo uno degli artisti più famosi e capaci del periodo.
L'attenzione alle sfumature musicali, l'interpretazione passionale e la creazione di giochi armonici gli restituirono la fama che, nell'immediato dopoguerra, gli stava per essere tolta, dopo le accuse di collaborazione col Regime Nazista; egli, infatti, si iscrisse al Partito Nazionalsocialista e il suo nome fu utilizzato e propagandato da Hitler nelle sue teorie della razza. Fu coinvolto nel 1951 e, ancor più gravemente nel 1955 in un gravissimo incidente automobilistico in cui perse la vita la moglie. Guarito, suonò ancora negli Stati Uniti, in Svizzera, in Germania. Nell'ottobre del '56 era a Londra per incidere e completare le Sonate di Beethoven ma ebbe un malore il 23 ottobre durante la registrazione della sonata n.15 "Pastorale" op.28, appena eseguito il terzo movimento; ricoverato immediatamente in ospedale a causa di una pancreatite riacutizzatasi, dopo un'operazione morì il 26 ottobre 1956.

## Attività concertistica
Oltre ad aver interpretato per intero le sonate per pianoforte di Wolfgang Amadeus Mozart, Gieseking ha realizzato incisioni, anche radiofoniche, di altri autori quali: Maurice Ravel e Claude Debussy (dei quali presentò per la prima volta nella storia l'integrale dell'opera pianistica registrata in studio), Felix Mendelssohn, Edvard Grieg e autori più recenti quali Schönberg, Rachmaninov e Skrjabin. Fondamentali anche le sue interpretazioni di Beethoven (Sonate e Concerti) e soprattutto di Schumann. Ma l'interpretazione che mette d'accordo tutti i critici come quella definitiva è il Notturno op.15 n. 2 di F. Chopin accompagnato anche del famoso studio op. 25 n. 1.
Nel 1926 suona nel primo concerto americano nella Aeolian Hall di New York.
Nel 1936 suona nella prima esecuzione assoluta nel Grand Théâtre di Ginevra del Concerto per pianoforte e orchestra n. 1 di Frank Martin diretto da Ernest Ansermet.
Nel 1939 suona nella prima esecuzione assoluta nel Teatro Augusteo di Roma del Concerto per pianoforte e orchestra di Goffredo Petrassi.
Al Teatro La Fenice di Venezia negli anni 1941, 1943, 1951 tiene un concerto e nel 1954 esegue le Variazioni sinfoniche per pianoforte e orchestra di César Franck ed il Concerto per pianoforte e orchestra n. 4 (Beethoven).
Nel 1953 suona in concerto nella Carnegie Hall di New York.

## Registrazioni
Alcune sue registrazioni analogiche e monofoniche sono recentemente state rimasterizzate dalla EMI Classics grazie al paziente lavoro di restauro operato dalla Abbey Road Technology (ART).
L'album Debussy, Preludes I & II - Walter Gieseking del 1953/1954 per la Columbia/Emi Great Recordings Of The Century vince il Grammy Hall of Fame Award 1998

## Composizioni
Tra le opere di sua composizione meritano la menzione la Sonatina per flauto e pianoforte (1935) e il Quintetto (1919) per pianoforte e fiati.